# Nikolo Kotzev
Nikolo Kotzev (Pazardzjik, 6 juni 1961) is een Bulgaarse rockmuzikant (gitaar, viool), songwriter en producent, misschien wel het meest bekend om zijn rockopera Nostradamus uit 2001 en zijn band Brazen Abbot.

## Biografie
Kotzev werd geboren in Pazardzhik en begon op 5-jarige leeftijd met vioollessen. In zijn tienerjaren raakte hij geïnteresseerd in rockmuziek en begon hij gitaar te spelen. Nikolo werkte als sessiemuzikant en speelde gitaar in de Bulgaarse rockgroep Impulse. Tijdens een tournee met de band in Europa aan het eind van de jaren 1980 ontmoette Nikolo de Zweedse zanger Björn Lodin. Toen Nikolo in 1989 verhuisde naar Mariehamn, Åland, Finland, sloot hij zich aan bij Lodins band Baltimoore, met wie hij de twee albums Double Density (1992) en Thought For Food (1994) opnam. Creatieve verschillen leidden tot het vertrek van Kotzev in 1994, waarna Nikolo begon te werken aan een soloproject onder de naam Brazen Abbot. Het resultaat was Live and Learn (1995), met zangers Göran Edman (ex-Yngwie Malmsteen), Glenn Hughes (ex-Deep Purple, ex-Trapeze) en Thomas Vikström, toetsenist Mic Michaeli (Europe), bassist Svante Henryson en drummer Ian Haugland (Europe). Kotzev speelde gitaar, produceerde, mixte en schreef alle nummers voor het album. Het vervolgalbum Eye of the Storm (1996) bevatte grotendeels dezelfde mensen, waarbij Joe Lynn Turner (ex-Rainbow, ex-Deep Purple) Hughes en John Levén (Europe) Henryson verving. Dezelfde bezetting bracht ook Bad Religion (1997) uit.
Brazen Abbot werd tijdelijk op non-actief gezet, toen Kotzev begon te werken aan een rockopera over Nostradamus. Vanwege een reeks tegenslagen, waaronder planningsconflicten en het faillissement van Kotzevs platenmaatschappij USG Records, werd het album pas in 2000 voltooid en werd het uiteindelijk uitgebracht als Nikolo Kotzev's Nostradamus in 2001 bij SPV Records. Het album bevatte de meeste Brazen Abbot-leden, naast zangers Jørn Lande (Masterplan), Alannah Myles en Sass Jordan. Vijftien jaar later ging het in première in de Staatsopera van de stad Ruse, Bulgarije, ter gelegenheid van de 450ste sterfdag van Nostradamus.
Kotzev hervatte het werk met Brazen Abbot in 2002 en bracht Guilty as Sin uit in 2003. De bezetting was grotendeels dezelfde als die voor Bad Religion, waarbij Lande Vikström verving. Michaeli, Levén en Haugland vertrokken bij Brazen Abbot om zich weer bij Europe aan te sluiten. Tijdelijke vervangers werden ingevuld tijdens een korte tournee door Bulgarije, waarvan de opnamen werden uitgebracht op het live-album A Decade of Brazen Abbot (2004). My Resurrection volgde in 2005 en bestond uit de vier zangers Edman, Turner en nieuwe leden Tony Harnell (TNT) en Erik Mårtensson en een nieuwe begeleidingsband, bestaande uit bassist Wayne Banks (ex-Sabbat, Blaze), organist Nelko Kolarov en drummer Mattias Knutas. Behalve dat hij een artiest is, heeft Kotzev ook albums van andere bands geproduceerd en gemixt, zoals Saxon, Molly Hatchet, Rose Tattoo en Messiah's Kiss. In 2011 startte Kotzev de band Kikimora (Bulgaars: Кикимора) in Sofia, Bulgarije, die hardrock speelt met Bulgaarse teksten. Hij kreeg kritiek van zijn voormalige collega Joe Lynn Turner in 2015 toen hij een compilatie-cd/dvd van het twintigjarig jubileum uitbracht met Live And Learn-materiaal, dat Turner veroordeelde als een zelfgemaakte bootleg.

## Discografie
- 1992: Baltimoore - Double Density
- 1994: Baltimoore - Thought For Food
- 1995: Brazen Abbot - Live and Learn
- 1996: Brazen Abbot - Eye of the Storm
- 1997: Brazen Abbot - Bad Religion
- 2001: Nikolo Kotzev - Nostradamus
- 2003: Brazen Abbot - Guilty as Sin
- 2004: Brazen Abbot - A Decade of Brazen Abbot
- 2005: Brazen Abbot - My Resurrection